# Ksenija Zastawska
Ksenija Zastawska (ukr. Ксенія Заставська), właśc. Oksana Wołodymyriwna Prysiażniuk (ukr. Оксана Володимирівна Присяжнюк) – ukraińska poetka, pisarka i scenarzystka.

## Biografia
Ukończyła Odeskij Instytut Gospodarki Narodowej (nie Narodowy Uniwersytet Ekonomiczny, specjalność — bankowość) oraz kursy dla dziennikarzy w redakcji gazety "Weczirnia Odesa". 
Studiowała scenopisarstwo u dramatopisarza Dmytra Kostromenka.
Członek grupy roboczej ds. rozwoju kina przy Radzie Miasta Odessy oraz polsko-ukraińskiego partnerstwa artystycznego „Barwy Kresowe”.

## Twórczość
Swoją działalność twórczą rozpoczęła od pisania tekstów piosenek dla dzieci. We współpracy z kompozytorką i wokalistką Lilią Ostapenko powstały piosenki, które wykonywały zespoły dziecięce z Odessy, Kijowa i Nowego Jorku. Autorka piosenek dla dorosłych wykonawców.
Zbiory wierszy:
- „Fantazja o miłości” (2010)[3][2]

Powieści:
- „Galatea w nowy sposób” (2011)[3][1][2]
- „Anna dla Don Juana” (2012)[3][1][2]
- „Pieśń na dwa głosy” (2012)[3][1][2]
- „Saga o bursztynie” (2012)[3][1]
- Talizman miłości (2013; przetłumaczony na język litewski (2015), węgierski (2017) i słowacki (2018))[3]
- "STEK. Koronka życia” (2016; tłumaczenie na język litewski, 2015)[3][1][6][2]
- „Weto w sprawie szczęścia” (2017)[3][1][6][2]
- „Refrakcja” (2018)[3]

Tłumaczenia:
- książka „Ukryte wspomnienia” estońskiego pisarza i dziennikarza Imbi Paiu (2019[7]; język ukraiński; prezentowana w Arsenału Książek w Kijowie)[3][4]

Scenariusze:
- „Steph” (2022)[8]
- „Szczedryk” (2021)[3][1][9][10]
- „BożeWilnie” (2022)[3]
- „Diagnoza: dysydent” (2021)[3]
- „Bazylea” (2021)[3]
- „Wiedźmin”[3]

W 2015 roku reprezentowała Ukrainę na Międzynarodowych Targach Książki w Wilnie i miała zaszczyt wręczyć książkę „Talizman miłości” w języku litewskim prezydent Litwy Dalii Hrybauskaite, dziękując jej za wsparcie dla Ukrainy. Na targach książkę w języku litewskim zaprezentował Ambasador Ukrainy na Litwie Wałerij Żowtenko. W 2016 roku po raz drugi została zaproszona na Międzynarodowe Targi Książki, gdzie zaprezentowała swoją powieść „STEK. Koronka życia” w języku litewskim.

## Nagrody i wyróżnienia
- za scenariusz „Steph”:
  - zdobywca New York International Film Awards w nominacji „Najlepszy scenariusz wojenny” i „Najlepszy scenariusz dramatu” (2022, USA)[11][5][12]
  - zdobywca nagrody za najlepszy scenariusz (Londyn, Wielka Brytania) w nominacji „Najlepszy scenariusz wojenny”[13]
  - zdobywca Praskich Międzynarodowych Nagród Filmowych w nominacji „Najlepszy scenariusz dramatu” (Czechy)[14]
  - zwycięzca Międzynarodowego Festiwalu Filmowego w Koszycach w nominacji „Najlepszy scenariusz dramatu” (Słowacja)[15]
  - finalista Los Angeles International Screenplay Awards Fall (2022, USA)[8]
  - ćwierćfinalista Park City 2023[16]
  - wyróżnienie „Changing Face International Film Festival” (Australia)[17]
  - ćwierćfinalista Konkursu Scenariuszowego Festiwalu Filmowego Big Apple (USA)[18]
- za scenariusz „Aktorka”:
  - Złota Nagroda WRPNSC (USA)[19]
- honorowa nagroda Rady Miejskiej Odessy „Dziedzictwo Odessy” (2017)[1]